# Rīgas Satiksme

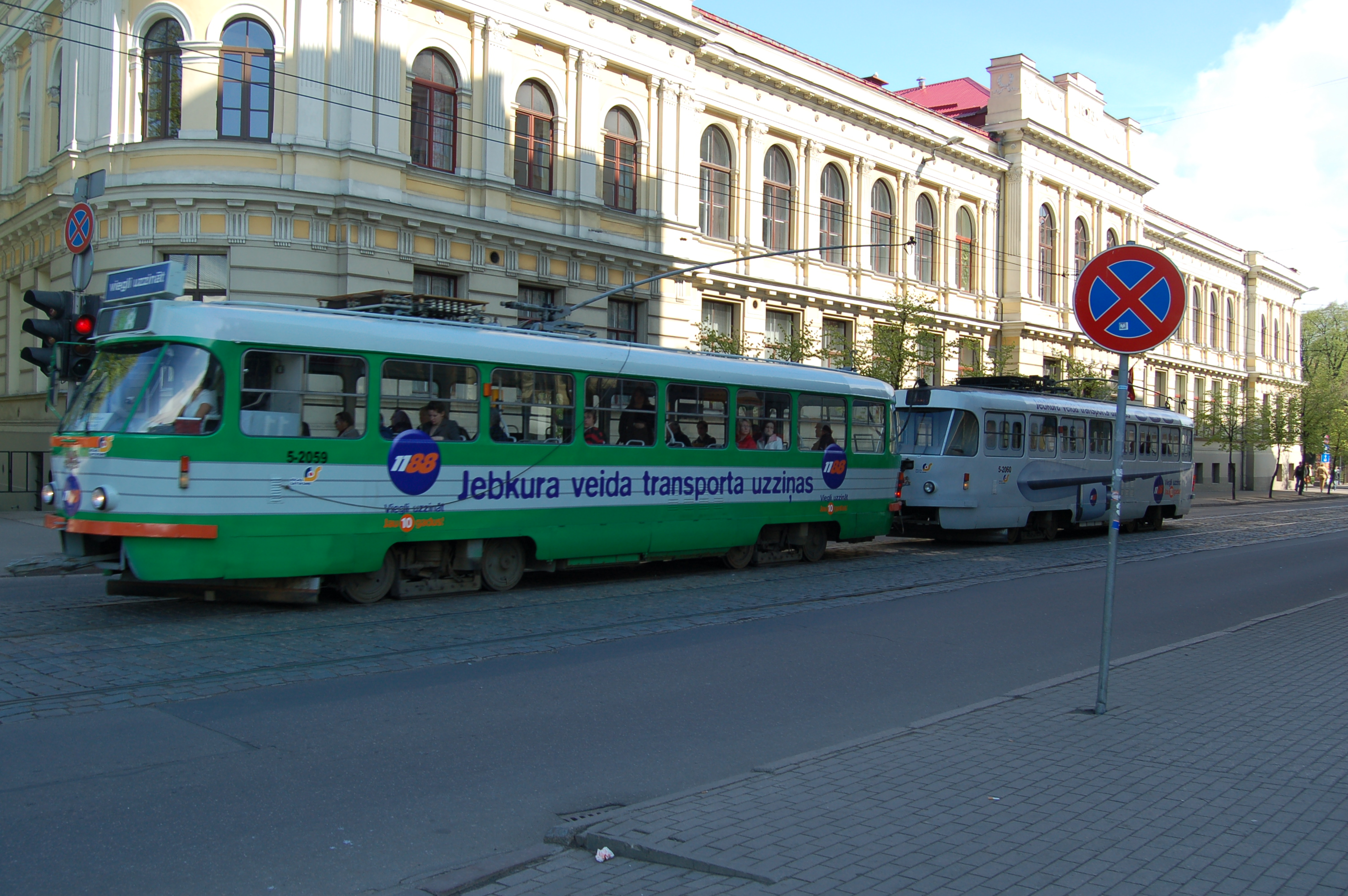
Riga: tram con rimorchio Tatra T3 della RS n. 5-2059 (motrice) + 5-2060 (rimorchio) sulla linea 8

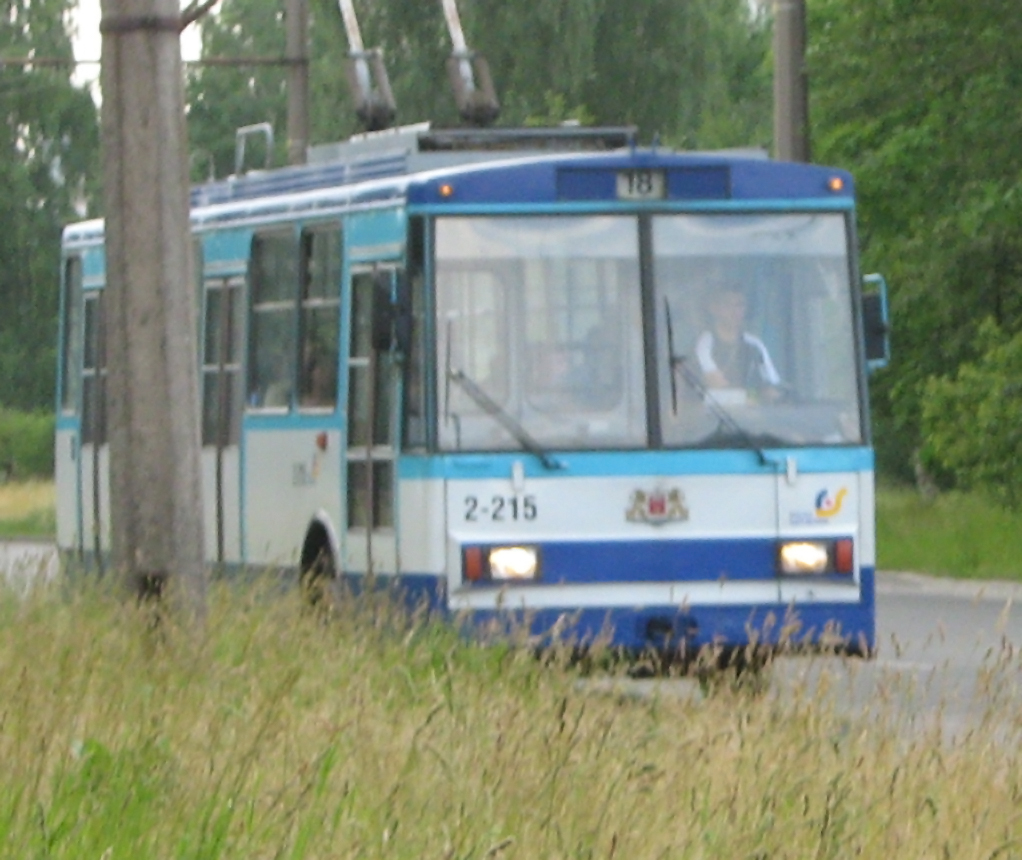
Riga: filobus Škoda 14Tr della RS n. 2-215 sulla linea 18

Rīgas Satiksme, nota anche con la sigla RS, è l'azienda lettone che svolge il servizio di trasporto pubblico autotranviario nella città di Riga e nel suo comprensorio.

## Esercizio
L'azienda gestisce 102 linee, ripartite in 9 tranvie, 20 filovie e 54 autolinee.

## Parco aziendale
All'inizio del 2007 la flotta, riconoscibile dalla livrea bianca con fasce azzurro-celesti (escludendo le vetture pellicolate per la pubblicità integrale), era costituita da 252 tram (modello Tatra T3), 346 filobus (per lo più Škoda 14Tr e Solaris-Ganz Trollino da 12 metri) e 478 autobus di vario tipo.

## Sede legale
La sede è a Riga.